# Colador de te

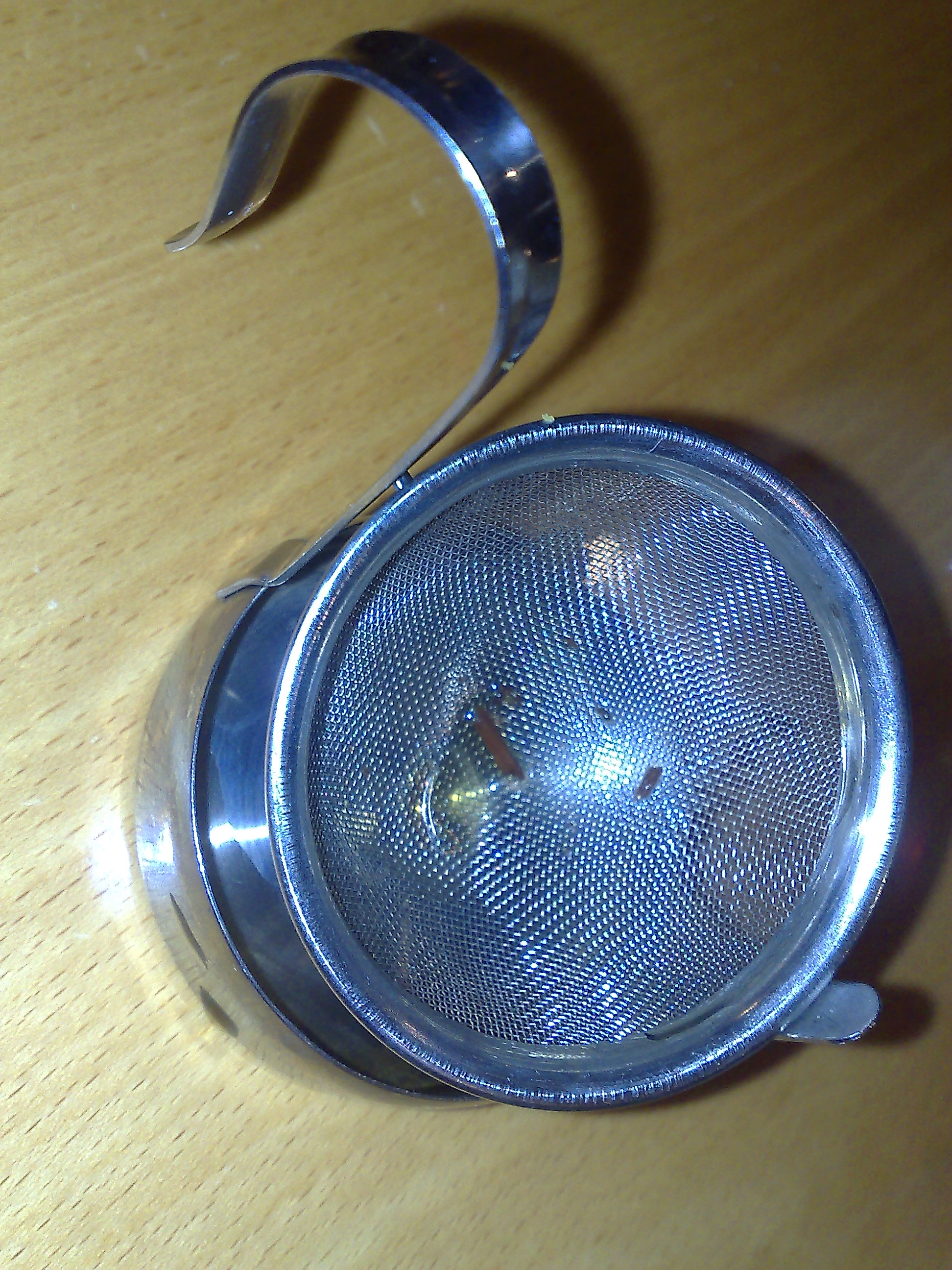
Un colador de te.

Un  colador de te  és un tipus de colador que es posa sobre una tassa o dins d'ella per filtrar les fulles de te.
Quan te es prepara de forma tradicional en una tetera, les fulles no van dins d'una bosseta de te sinó que suren lliures a l'aigua. Com les fulles en si tenen un gust desagradable, és habitual filtrar amb un colador de te. Els coladors solen encaixar sobre la tassa per atrapar les fulles quan s'aboca el te.
Alguns coladors de te més profunds també poden usar-se per preparar tasses individuals de te, de forma semblant a les bossetes o els infusors: colador s'omple de fulles, es posa a la tassa abans d'abocar l'aigua calenta i després es retira juntament amb les fulles usades quan el te està llest. Utilitza el colador de te d'aquesta manera permet fer servir les mateixes fulles per preparar diverses tasses.
L'ús dels coladors de te va decaure en el segle XX per la producció en massa de les holista, però roman entre els sibarites que afirmen tenir les fulles en una bossa en comptes de surant lliurement inhibeix la difusió del gust. Molts afirmen que ingredients de pitjor qualitat, en concret te de qualitat pols, s'usa sovint per les bossetes de te.
Els coladors de te solen ser d'argent sterling, acer inoxidable o porcellana. Sovint venen en un joc, amb el colador per una banda i un platet per deixar-lo entre una tassa i una altra. Els coladors s'han convertit sovint en obres artístiques d'orfebreria, així com en rars exemples de porcellana fina.
Les  cistelles infusors  (o  cistelles infusors ) s'assemblen a coladors de te però solen posar-se sobre una tetera per contenir les fulles de te durant la seva preparació. No hi ha una frontera definitiva entre una cistella infusors i un colador, i es pot usar el mateix estri per a tots dos fins.